# Faucaria

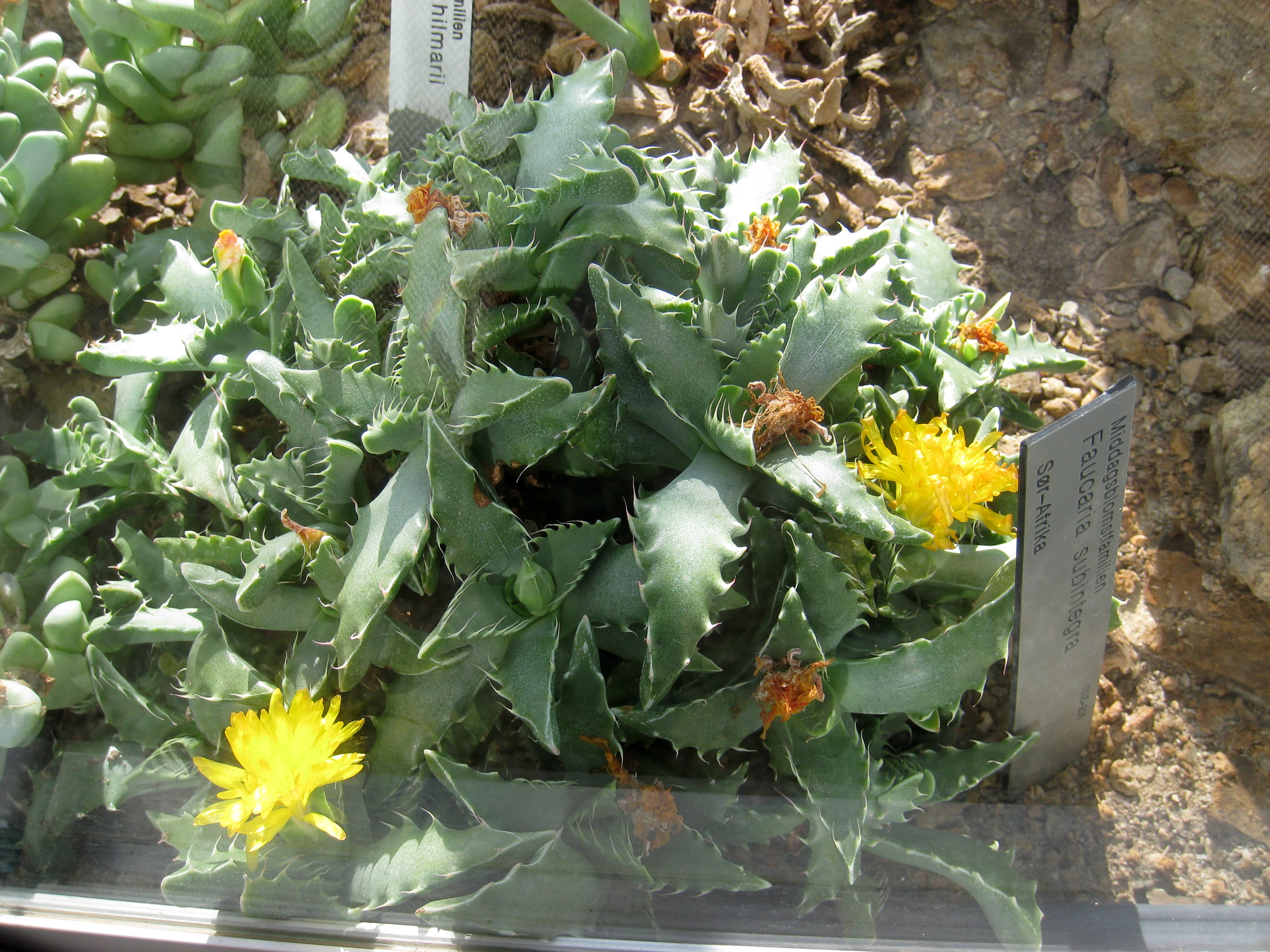
Faucaria subintegra

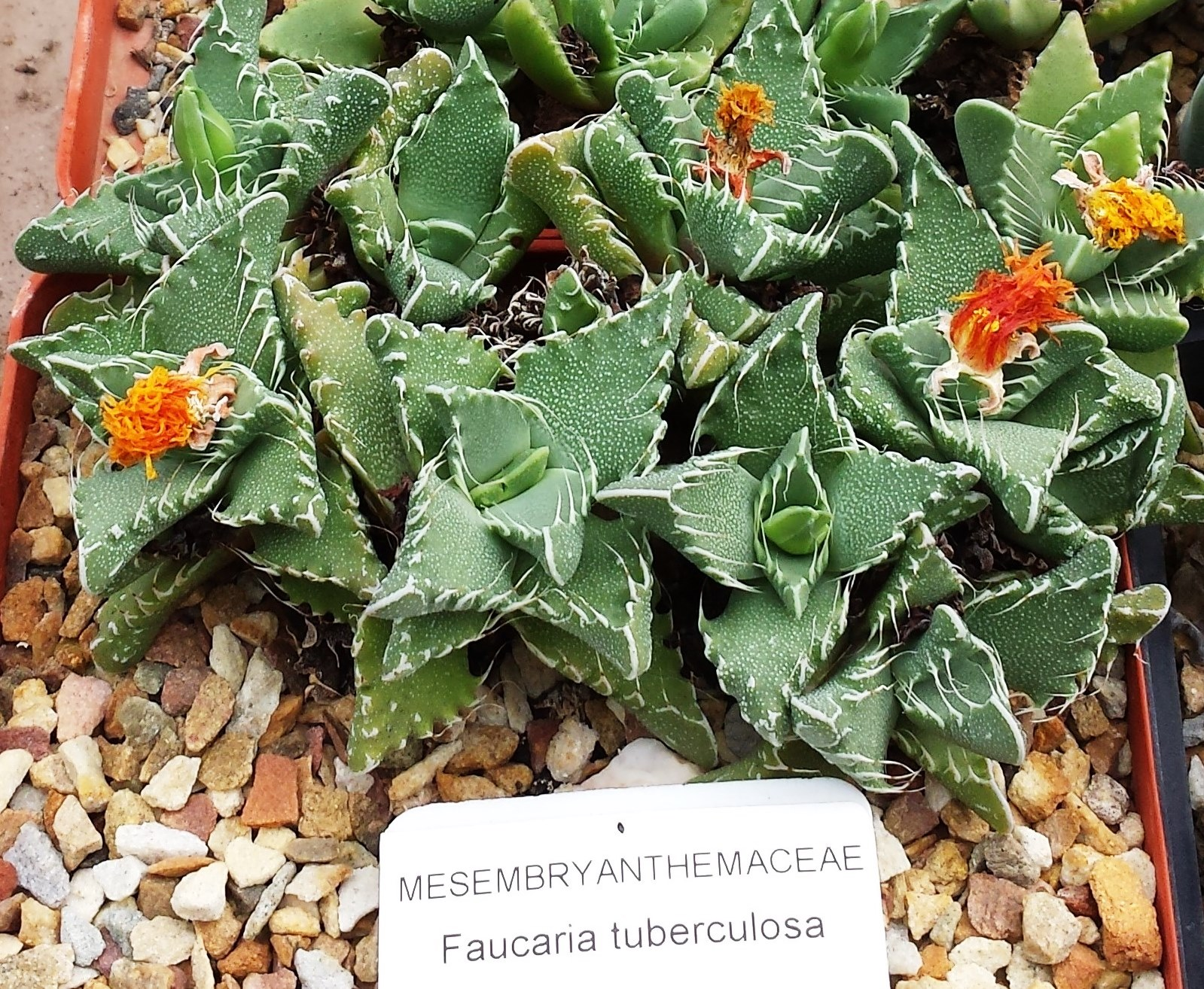
Faucaria tuberculosa

Faucaria ist eine Pflanzengattung aus der Familie der Mittagsblumengewächse (Aizoaceae). Der botanische Name der Gattung leitet sich vom lateinischen Substantiv „faux“ für „Rachen“ ab und verweist auf die gezähnten Blätter der Gattung, die wie ein geöffneter, gezähnter  Tierrachen aussehen.

## Beschreibung
Die Pflanzen der Gattung Faucaria wachsen kompakt. Einige Arten bilden mit dem Alter kurze dicke Rhizome aus, andere besitzen etwas dicke Pfahlwurzeln. Ihre dunkelgrünen, gelbgrünen, rötlich purpurfarbenen oder selten bläulichen Laubblätter sind breit dreieckig. Die Blattränder sind weiß und knorplig, deutlich gezähnt oder selten glatt. Bei einigen Arten sind die Zähne verlängert und enden in einem dünnen Faden. Die Epidermis ist glatt und nur selten mit Erhebungen versehen.
Die einzelnen hochblattlosen Blüten sitzen zwischen den Blättern. Es sind fünf Kelchblätter vorhanden. Ihre Kronblätter sind gelb bis goldgelb. Fadenförmigen Staminodien fehlen. Die gelben Staubfäden sind an der Basis häufig weiß. Die Narben stehen so hoch wie die Staubblätter lang sind. Es sind fünf Nektarien vorhanden.
Die fünf- (selten sechs-) fächrigen Kapselfrüchte sitzen an bis zu 3,5 Millimeter langen Stielen. Sie sind seitlich zusammengedrückt, an der Basis breit glockenförmig und an der Spitze entweder nahezu halbkugelförmig oder nahezu kegelförmig. Die Klappen der Frucht besitzen sehr breite Klappenflügel, die sich nur einmal öffnen. Die dunkelbraunen, birnenförmigen bis tetraedrischen Samen sind 1,4 bis 1,7 Millimeter lang und 0,9 bis 1,4 Millimeter breit.

## Systematik und Verbreitung
Das Verbreitungsgebiet der  Gattung Faucaria erstreckt sich in Südafrika von den westlichen Distrikten der Provinz Westkap durch Teile der Provinz Ostkap. Die Pflanzen wachsen häufig unter Sträuchern auf steinigem Boden und nur selten in  Lehm. Die Niederschlagsmenge in den Monaten März und November beträgt mehr als 200 Millimeter.
Die Erstbeschreibung erfolgte 1926 durch Gustav Schwantes. Der Holotypus ist Faucaria tigrina. Nach Heidrun Hartmann umfasst die Gattung Faucaria die folgenden Arten:
- Faucaria bosscheana (A.Berger) Schwantes
- Faucaria britteniae L.Bolus
- Faucaria felina (Weston) Schwantes
- Faucaria gratiae L.Bolus
- Faucaria nemorosa L.Bolus ex L.E.Groen
- Faucaria subintegra L.Bolus
- Faucaria tigrina (Haw.) Schwantes
- Faucaria tuberculosa (Rolfe) Schwantes

## Nachweise